# Karin Meier
Karin Meier (* um 1980 im Zürcher Weinland) ist eine Schweizer Jazzmusikerin (Gesang, Komposition).

## Leben und Wirken
Meier erhielt bereits mit fünf Jahren Unterricht auf der Blockflöte, wenig später auch am Klavier. Als Teenager trat sie als Sängerin der Winterthurer Acid-Jazz-Band „Critical Acid“ bei; mit dieser Formation nahm sie Alben wie Tiefenrausch (2000) und Fictions (2003) auf und gab in der ganzen Schweiz Konzerte: auch kam es zu Fernseh- und Radioauftritten. Dann studierte sie an der Musikhochschule Luzern bei Lauren Newton und Susanne Abbuehl bis zum Abschluss 2007 Jazzgesang. Im Anschluss folgten weitere Studien in klassischem Gesang bei Barbara Locher und die Mitwirkung in zwei Theaterprojekten von Nelly Büttikofer (2007, 2010).
Seit 2007 ist Meier Sängerin des Lucerne Jazz Orchestra, mit dem sie schon in zahlreichen Ländern Europas aufgetreten ist und mehrere Alben vorlegen konnte. Daneben war sie als Sängerin, Komponistin und Arrangeurin in weiteren Projekten tätig: Mit ihrem Quartett Forest Radio stellte sie 2014 auf dem Album We Came Out of Calm bei Unit Records nur eigene Songs vor; 2019 folgte das zweite Album From Sky to Earth and Back. Im Trio Meierlies interpretiert sie Lieder im Dialekt. 2012 trat sie mehrfach mit der NDR-Bigband unter Leitung von Jörn Marcussen-Wulff und dessen Programm Stories Untold auf. Sie ist auch auf Stefanie Kuncklers Album Ymonos zu hören.
Meier wirkt als Gesangspädagogin sowohl an der Musikhochschule Luzern und an der Pädagogischen Hochschule Luzern. Sie ist verheiratet und hat zwei Kinder.